# Argiope protensa
Espèce
Synonymes
- Argiope syrmatica L. Koch, 1872
- Epeira attenuata Urquhart, 1885
- Arachnura longicauda Urquhart, 1885
- Argiope multifasciata Thorell, 1892
- Argiope extensa Rainbow, 1897
- Argiope pallida Rainbow, 1897
- Argiope gracilis Rainbow, 1897 nec Blackwall, 1866
- Argiope haynesi Hogg, 1914
- Argiope gracillima Roewer, 1955

Argiope protensa est une espèce d'araignées aranéomorphes de la famille des Araneidae.

## Distribution
Cette espèce se rencontre en Nouvelle-Guinée, en Nouvelle-Calédonie, en Nouvelle-Zélande et en Australie.

## Description

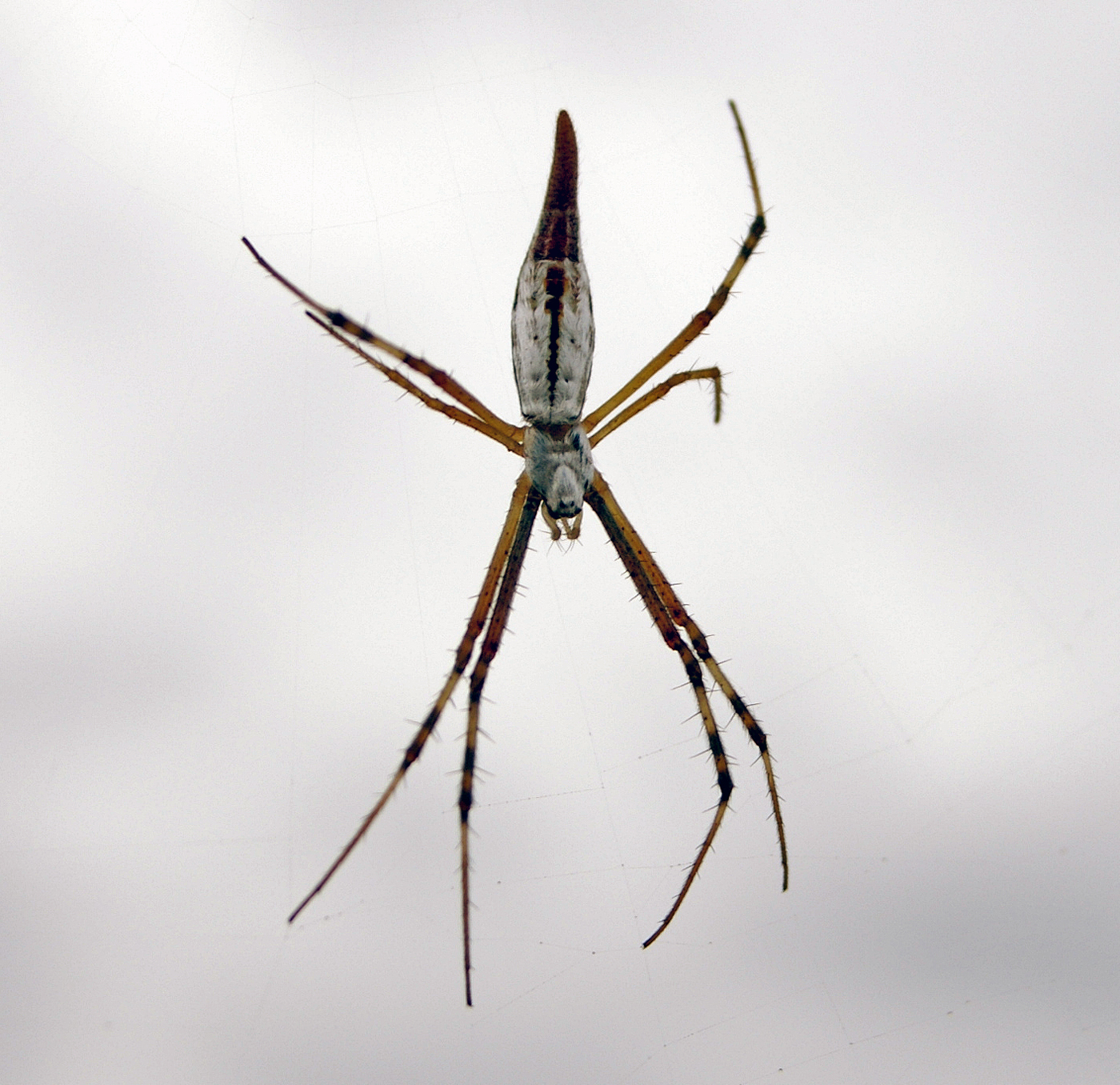
Argiope protensa

Les femelles mesurent de 13 à 21 mm.
Argiope protensa comme tous les membres de ce genre présente un dimorphisme sexuel important. Les mâles ne dépassent pas les 4 mm.
La couleur et les marques du corps de cette espèce sont très différentes des autres membres des Argiopes, ne présentant notamment pas de couleur jaune ni de stries horizontales mais une couleur argenté-brun et des stries verticales.

## Publication originale
- L. Koch, 1872 : Die Arachniden Australiens. Nürnberg, vol. 1, p. 105-368 (texte intégral).